# 油榨湾村 (箭厂河乡)
油榨湾村，也作油榨村，是中华人民共和国河南省信阳市新县箭厂河乡下辖的一个行政村，由油榨湾、肖家湾和张河3个自然村组成。

## 地理
油榨湾村位于箭厂河乡地理中心位置，属丘陵地带，距离乡政府所在地约2.5公里，总面积约2.5平方公里。

## 历史
1950年，油榨湾、肖家湾和张河3个自然村合并为油榨湾村，属箭厂河区。1958年，改名为油榨湾大队，属箭厂河人民公社。1983年3月，更名为油榨湾村民委员会，属箭厂河乡。
革命时期，先后走出了吴世安、肖永银、肖永正、肖德明、肖智贤五位中国人民解放军将军，肖国清、肖永智等近百名著名烈士。

## 人口
油榨湾村辖油榨湾、肖家湾、张河三个自然村，9个村民组，三个自然村交错分布，人口均匀。

## 经济
油榨湾村有耕地763亩，其中水田540亩。主要种植水稻、花生、板栗等。